# Roy Firestone

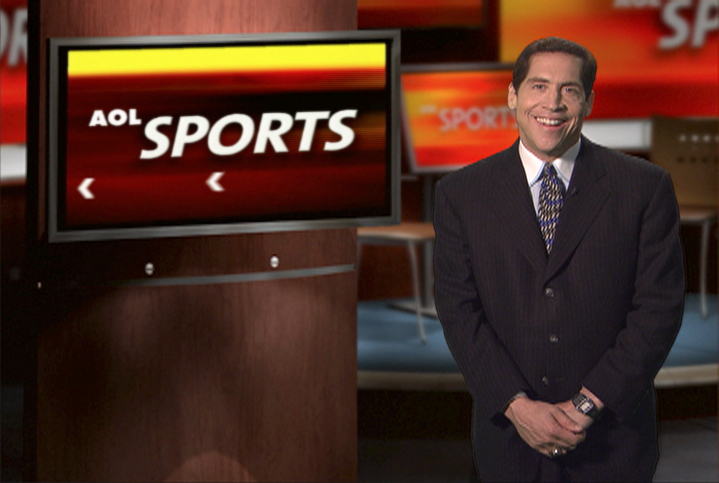
Firestone en Time Out with Roy Firestone en julio de 2009

Roy Firestone (nacido el 8 de diciembre de 1953, en Miami Beach, Florida) es un comentarista deportivo y periodista estadounidense. Firestone es graduado por el Miami Beach High School y la Universidad de Miami. 

## Carrera televisiva
Firestone comenzó su carrera como reportero deportivo y presentador en Miami, trabajando brevemente en WTVJ, antes de mudarse a Los Ángeles como comentarista deportivo para KCBS-TV desde 1977-85. Desde 1980-90, fue el presentador del programa de entrevistas del programa de la ESPN SportsLook, más tarde renombrado Up Close.
Apareció en el Late Show with David Letterman, Larry King Live, Super Dave Osborne y Nightline. También ha actuado para numerosos clientes corporativos que incluyen a Anheuser-Busch, Chevron, Nike, Whirlpool y Toyota.
Firestone también dio voz al clásico personaje de dibujos animados Egghead en la película de 1988 de Warner Bros. Daffy Duck's Quackbusters, y apareció en la película de 1996 Jerry Maguire. Él apareció en un episodio de Married... with Children y presentó el Al Bundy Sport Spectacular. Firestone también apareció como él mismo en un episodio de 1997 de Everybody Loves Raymond y en el episodio de Los Simpson "Bart Star".
Firestone actualmente aparece como invitado regular en Good Day L.A. el cual se emite en la KKTV en Los Ángeles cubriendo los deportes locales y nacionales. 
Firestone es un viejo seguidor de los Baltimore Orioles. Habló el sábado 29 de septiembre de 2012 en Oriole Park en Camden Yards durante la revelación de la estatua de Brooks Robinson.